# Patxa
 (septembre 2020).

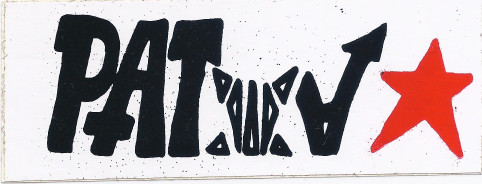
Logo de Patxa

Patxa est un groupe de jeunes du Pays basque français abertzale et de tendance anarchiste, actif de 1986 à 1994.
Le groupe a mené des campagnes dans divers domaines : squats, insoumission au service militaire, féminisme, prisonniers politiques basques, anti-corrida, antifascisme, etc.
Son local était le Patxoki, local maintenant géré par le mouvement Bizi !, rue des Tonneliers à Bayonne. 
Le groupe Patxa publiait un fanzine appelé Patxaran. 

## Historique

### Squats
En réponse au besoin de locaux pour les jeunes, a occupé des bâtiments vides à Bayonne : rue Pannecau, rue Lagréou.  L'occupation la plus longue fut celle de Etxe Askatua (La maison libre) à la rue d'Espagne, en 1991. La police expulsa les squatteurs quelques mois plus tard, et mura la porte du bâtiment.

### Insoumission
Les membres de Patxa refusaient de faire le service militaire, obligatoire à l'époque. Certains d'entre eux se sont insoumis et furent emprisonnés.  
En 1991, le groupe a commencé à collaborer avec le collectif Oldartzen.

## Influence

### Littérature
En 2010, Eneko Bidegain publie le livre Patxa: Besta bai borroka ere bai (en basque).

### Journalisme
On peut lire[Qui ?] une description du mouvement Patxa dans l'hebdomadaire Enbata de 1991 (en français) .

### Cinéma
Dans le documentaire Rock et Révolution, on peut voir[Qui ?] un entretien avec un membre de Patxa ainsi que quelques photos de l'époque (à partir de 20:00, pendant une dizaine de minutes).

### Toponymie
En 2017, à l'initiative du collectif Patxa Plaza, et de la municipalité de Bayonne, un référendum eut lieu au sujet de la rénovation de la place Patxa. En 2019, la place fut officiellement rebaptisée Place Patxa.